# Wonderland (singel Natalii Kills)
„Wonderland” – piosenka electropopowa stworzona na pierwszy album studyjny brytyjskiej piosenkarki Natalii Kills pt. Perfectionist (2011). Wyprodukowany przez Therona „Neff-U” Feemstera, utwór wydany został jako drugi singel promujący krążek dnia 12 kwietnia 2011 roku.

## Informacje o utworze
Autorami utworu są sama Natalia Kills oraz Theron „Neff-U” Feemster (także producent) i Michael Warren. „Wonderland” stanowi hybrydę synthpopu oraz electropopu, jest kompozycją zrealizowaną w fantastyczno-mrocznej konwencji dźwiękowej. Jej tekst traktuje o „Krainie Czarów” z powieści Lewis Carroll, a także gromadzi w sobie nawiązana do innych kultowych utworów dla dzieci i baśni.

## Wydanie singla
Premiera singla w sprzedaży cyfrowej na terenie Stanów Zjednoczonych odbyła się 12 kwietnia 2011 roku. Czerwcem 2011 singel opublikowany został światowo, jednak bez powodzenia. W związku z jego porażką komercyjną, promocję debiutanckiego albumu Natalii Kills kontynuowano szybko wydanym trzecim singlem, „Free”.
„Wonderland” notowany był na dwóch tylko listach przebojów; w zestawieniu hitów singlowych Niemiec zajął czterdzieste piąte miejsce, a w Austrii pięćdziesiąte piąte.

## Teledysk
Wideoklip do utworu „Wonderland” powstał pod koniec stycznia 2011. 1 kwietnia tego roku odnotował swoją premierę w serwisie YouTube, w wersji ocenzurowanej.
Teledysk inspirowany jest dziełem Alicja w Krainie Czarów. Pod koniec klipu bohaterka kreowana przez Natalię Kills zostaje zdekapitowana.

## Promocja
W drugiej połowie 2010 Kills występowała z utworem w Ameryce Północnej i Europie podczas koncertów, które złożyły się na tournée All Hearts Tour amerykańskiej wokalistki Kelis i Szwedki Robyn. Utwór wykorzystano w filmie fantasy Beastly (2011).

## Listy utworów i formaty singla
Amerykański digital download
1. „Wonderland” (Ft. Rrlytox) – 3:31

Niemiecki singel CD
1. „Wonderland” – 3:31
2. „Wonderland” (Release Yourself Club Remix) – 6:13

Niemieckie promo CD złożone z remiksów
1. „Wonderland” (Release Yourself Club Remix) – 6:13
2. „Wonderland” (Ladytron Remix) – 3:27
3. „Wonderland” (We Have Band Remix) – 4:22
4. „Wonderland” (video) – 4:02

## Pozycje na listach przebojów
| Kraj    | Notowanie (2011) | Wydawca              | Najwyższa pozycja |
| ------- | ---------------- | -------------------- | ----------------- |
| Austria | Top 75 Singles   | Ö3 Austria Top 40    | 55                |
| Niemcy  | Top 100 Singles  | Media Control Charts | 45                |